# Provincia di Sud Lípez
La provincia di Sud Lípez è una delle 16 province del dipartimento di Potosí nella Bolivia meridionale. Il capoluogo è la città di San Pablo de Lípez.
Al censimento del 2001 possedeva una popolazione di 4.905 abitanti.

## Geografia antropica

### Suddivisioni amministrative
La provincia è suddivisa in 3 comuni:
- Mojinete
- San Antonio de Esmoruco
- San Pablo de Lípez

## Monumenti e luoghi d'interesse
- La riserva nazionale della Fauna Andina «Eduardo Abaroa» (dove si trova l'Albero di pietra)
- La Cordillera de Lípez con il Cerro Lípez (uno Stratovulcano)